# Rosendale (New York)
Rosendale est une ville du comté d'Ulster, dans l'État de New York, aux États-Unis,. En 2010, elle compte une population de 6 075 habitants.

## Démographie
Lors du recensement de 2010, la ville comptait une population de 6 075 habitants, tandis qu'en 2016, elle est estimée à 5 903 habitants.